# Cardiorhinus hypocrita
Cardiorhinus hypocrita là một loài bọ cánh cứng trong họ Elateridae. Loài này được Erichson miêu tả khoa học năm 1848.